# 行進樂隊

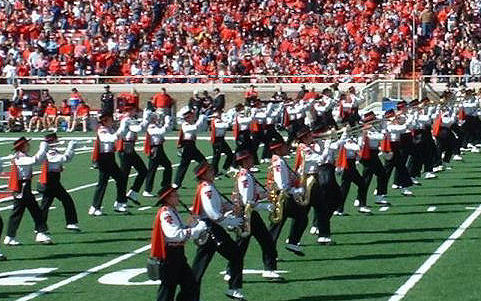
美国德州理工大学步操乐队的户外表演

- 關於銀樂隊，請見「管樂團」。
- 關於軍事樂隊，請見「軍樂隊」。
- 關於儀旗隊，請見「樂旗隊」。
- 關於儀舞隊，請見「舞隊」。

行進樂隊（英語：Marching band）也称为仪乐队、步操樂隊等，是一项结合步操与乐器演奏的户外表演和比赛方式，呈现的乐器主要铜管、木管和打击乐器。仪乐队的演奏者身穿仿军事风格的制服， 制服上包括学校或组织的符号、筒状军帽、遮阳帽、手套、肩带和斗蓬等配件。